# Encyclia plicata
Encyclia plicata là một loài lan trong chi Encyclia.